# Competitividad

Índice de Competitividad Global (2008–2009), algunos estudios sugieren que la competitividad es necesaria para mantener un estado del bienestar en una situación de competencia internacional en el comercio.

Para una empresa, la competitividad se define como la capacidad de poder suministrar un bien (producto o servicio) de una cierta calidad a un precio menor que el de las empresas con las cuales compite. A veces también se ha considerado que si la empresa suministra el bien al mismo precio que la competencia, pero genera una mayor satisfacción de los consumidores, eso indica que la empresa tiene mayor competitividad. Concebida la competitividad de cualquiera de estas dos maneras, se asume que, en condiciones normales, las empresas con mayor competitividad irían ganando cuota de mercado a expensas de empresas menos competitivas, si no existen deficiencias de mercado que lo impidan.
Frecuentemente se usa la expresión pérdida de competitividad para describir una situación de aumento de los costes de producción, ya que eso afectará negativamente al precio o al margen de beneficio, sin aportar mejoras a la calidad del producto.
La competitividad puede definirse de manera clara cuando se aplica a una empresa (o grupo de empresas) concreta que vende sus productos en un mercado bien definido. En ese caso una pérdida de competitividad amenaza a largo plazo la supervivencia de esa empresa. Aplicado a un país el concepto de "competitividad" es más dudoso, ya que un país no es una empresa y el principio de la ventaja comparativa establece que, dados dos países con fronteras de posibilidades de producción adecuadas, encontrarán especializaciones mutuamente beneficiosas que garanticen la continuidad del comercio, sin comprometer la viabilidad económica de ninguno de los dos. El premio Nobel de Economía Paul Krugman consideró en un artículo que aplicar a países el concepto de competitividad es una obsesión peligrosa que lleva a malgastar el dinero público.

## Factores que influyen en la competitividad
La competitividad depende de la relación calidad-coste del producto, del nivel de precios de algunos insumos y del nivel de salarios en el país productor. Estos dos factores en principio estarán relacionados con la productividad, la innovación y la inflación diferencial entre países. Existen otros factores que se supone tienen un efecto indirecto sobre la competitividad como la cualidad innovativa del mismo, la calidad del servicio o la imagen corporativa del productor.

### Salario
El nivel salarial medio es uno de los principales costes en muchas industrias, en particular la manufactura basada en tecnologías convencionales y el sector servicios. Así por ejemplo, en muchas tecnologías relativamente poco nuevas, China, Taiwán y parte del sureste asiático ha basado su competitividad en salarios relativamente más bajos que los países occidentales o Japón. Durante la crisis económica de 2008-2014 trataron de imponerse en el sur de Europa legislaciones laborales que disminuyeran la capacidad de negociación de los trabajadores, con el fin de bajar los salarios y ganar así una competitividad en esos países que les permitiera aumentar sus exportaciones y aliviar la deuda privada y pública de dichos países.

### Calidad
Calidad de producto es la capacidad de producir satisfactores (sean bien económico o bienes y servicios) que satisfagan las expectativas y necesidades de los usuarios. Por otro lado, también significa realizar correctamente cada paso del proceso de producción para satisfacer a los clientes internos de la organización y evitar satisfactores defectuosos. Su importancia se basa en que la satisfacción del cliente aumenta su fidelidad al producto (en organizaciones mercantiles).
La calidad del servicio está relacionada con la capacidad de satisfacer a clientes, usuarios o ciudadanos, en forma honesta, justa, solidaria y transparente, amable, puntual, etc., logrando altos grados de satisfacción en sus relaciones con la organización o institución proveedora del servicio.

### Productividad
La productividad es la razón entre la cantidad de producto producido, fijada una cierta calidad, y las horas trabajadas. La productividad depende en alto grado de la tecnología (capital físico) usada y la calidad de la formación de los trabajadores (capital humano), así en países industrializados los empleados puede producir en promedio mucha mayor cantidad de bienes gracias a la existencia de maquinaria que mecaniza o automatizan parte de los procesos. En cuanto a los servicios, especialmente los que requieren atención personal directa, la productividad frecuentemente es mucho más difícil de mejorar mediante capital físico o humano. En cambio, históricamente la producción de bienes manufacturados ha sufrido grandes aumentos de productividad gracias a la introducción de bienes de equipo y nuevas tecnologías. Las comparaciones empíricas a nivel internacional, sin embargo, muestran que la calidad del capital humano o la intensidad del capital físico (grado de mecanización), solo son capaces de explicar un fracción modesta de la competitividad general o la renta de los países ricos. Esa constatación implica que las teorías para explicar la productividad y el crecimiento solo explican muy parcialmente la productividad observada.
Una mayor productividad redunda en una mayor capacidad de producción a igualdad de costes, o en un menor coste a igualdad de producto producida. Un coste menor permite precios más bajos (importante para las organizaciones mercantiles) o presupuestos menores (importante para organizaciones de Gobierno o de Servicio Social)

## Bases conceptuales de la competitividad económica
Michael Porter encuentra que existe una amplia variedad de significados que se asignan a este concepto. Suele catalogarse a las naciones como competitivas, dependiendo de algunos factores macroeconómicos, lo que considera como competitividad efímera y no sustentable, por ejemplo:
- El grado de sobrevaloración o subvaloración del tipo de cambio,
- La cuantía de sus tasas de interés,
- Existencia abundante de recursos naturales,
- Mano de obra barata,
- Política gubernamental en general y/o en ciertas actividades específicas,
- Cercanía con los mercados,
- Leyes proteccionistas,
- Que los socios comerciales estén en crecimiento.

Ninguna nación es competitiva de manera generalizada, es decir, nunca es competitiva en todo.
Las naciones, según Porter, registran condiciones competitivas, solo en algunos sectores, en los cuales tienen éxito exportador y muestran condiciones dinámicas de productividad y eficiencia.
La pregunta, entonces, se orienta hacia el análisis de por qué algunos sectores de los países compiten internacionalmente, es decir, porqué poseen lo que ahora se conoce como ventaja competitiva.
Visión clásica
Adam Smith acuñó el concepto de ventaja absoluta, queriendo indicar con ello que una nación exporta los productos en los cuales es el productor de menor precio en el mundo. David Ricardo, por su parte, sostenía el principio de la ventaja comparativa, queriendo señalar que el país exportará los productos en los cuales registra los mayores niveles de productividad relativa, e importará los productos en los que alcanza menores niveles comparativos de productividad.
Visión actual
Los enfoques teóricos no explican de manera adecuada las estructuras mundiales del comercio, y especialmente fallan en la explicación de las corrientes comerciales en sectores que utilizan tecnología avanzada y empleos altamente calificados en ramas de alta productividad.
El análisis de la competitividad debe tener presente los diversos niveles de agregación sectorial en que puede ser aplicado, toda vez que los factores que la determinan difieren, dependiendo del grado de agregación en el análisis, lo que debe ser explícitamente considerado al establecer una metodología apropiada para la evaluación de la competitividad de las ramas industriales y de sus empresas.

## Competitividad y crecimiento económico
El aumento de la competitividad internacional constituye un tema central en el diseño
de las políticas nacionales de desarrollo socioeconómico. La competitividad de las
empresas es un concepto que hace referencia a la capacidad de las mismas para
producir bienes y servicios de forma eficiente (precios decrecientes y calidad
creciente), de tal manera que puedan competir y lograr mayor cuotas de mercado, tanto dentro como fuera del país. Para ello, es necesario lograr niveles elevados de productividad que permitan aumentar la rentabilidad y generar ingresos crecientes.
La competitividad de las empresas se ha medido en términos de su participación en los mercados y  en  comparación  con  otras.  Esto  debe  plantearse  ante  las  nuevas  realidades.  La  competitividad debe  medirse  en  términos  de  las  dificultades  y  la  forma  en  que  estas últimas son  convertidas  en oportunidades para la supervivencia de la empresa (González y Córdova, 2020).
Se acepta que la existencia, en cada país, de un ambiente institucional y macroeconómico estable, que transmita confianza, atraiga capitales y tecnología favorece ampliamente la competitividad. Así mismo se considera que un ambiente nacional (productivo y humano) que permita a las empresas absorber, transformar y reproducir tecnología, adaptarse a los cambios en el contexto internacional y exportar productos con mayor agregado tecnológico es igualmente favorable. Si bien las teorías convencionales no son capaces de explicar directamente más que una fracción de la productividad, siendo en muchos casos el efecto de la tecnología y otros factores difíciles de precisar responsables de gran parte del aumento de productividad.
En este sentido, y con el objetivo de identificar los niveles y determinantes de la competitividad de los países, el World Economic Forum (WEF) presenta en forma
anual, a través de su publicación The Global Competitiveness Report (GCR), indicadores de competitividad a nivel mundial, generando un escalafón por países. En su versión 2004-2005, los componentes utilizados para calcular el Índice de Competitividad para el Crecimiento (ICC) fueron: el ambiente macroeconómico, la calidad de las instituciones públicas y la situación tecnológica.

## Las TIC y la competitividad
El nivel de competitividad de las empresas puede provenir de diferentes actividades que realiza una empresa como lo son los beneficios generados por un producto o un servicio, la optimización en los procesos de producción, una eficiente estructura de la organización, una efectiva comunicación interna y hacia los clientes actuales y potenciales. En todos estos aspectos mencionados anteriormente, las empresas que han logrado diferenciarse y presentar altos niveles de competitividad, en la mayoría de los casos, han mostrado un alto porcentaje de utilización de las tecnologías de la información.
La utilización de las tecnologías de información y comunicación (TIC) y el comercio electrónico por parte del sector empresarial, abre nuevas oportunidades de negocios que redundarían en una serie de beneficios económicos, los cuales van desde el mejoramiento y la facilitación de la comunicación entre las empresas, hasta el manejo más eficiente de los recursos de la firma.El Sistema Integral de Operación Empresarial es un ejemplo de ello. En tal sentido, las tecnologías deberían ser utilizadas por el sector en las diferentes
etapas de la cadena de valor. A continuación podemos ver apreciaciones del Vefinen Vickery y Vincent (2004), que establecen etapas al respecto:
- Los procesos centrados en la producción: En esta etapa, las TIC pueden ser utilizadas para diseñar y probar nuevos productos, e-procurement, procesos de pagos, sistemas de gestión automática de stocks, diferentes tipos de links electrónicos con proveedores, sistemas de control y procesos más relacionados con la producción, entre otros.
- Los procesos internos: En lo referente a administración de personal, entrenamiento, reclutamiento interno, compartir y diseminar información de la compañía vía electrónica, entre otros.
- Los procesos de compra en línea: Acceso a vendedores y catálogos de productos, compras y pagos electrónicos, utilización de marketplaces electrónicos, administración de inventarios, etc.